# Dimla
Dimla är ett underdistrikt i Bangladesh. Det ligger i den norra delen av landet, 300 km nordväst om huvudstaden Dhaka.
Trakten runt Dimla består till största delen av jordbruksmark. Runt Dimla är det tätbefolkat, med 735 invånare per kvadratkilometer.